# Ässät Pori Karhut
Ässät Pori Karhut je finski hokejski klub iz Porija, ki je bil ustanovljen leta 1960. Z enim naslovom finskega državnega prvaka je bil eden uspešnejših finskih klubov. Leta 1976 se je združil s klubom Rosenlevin U-38 Pori v nov klub Ässät Pori.

## Lovorike
- Finska liga: 1 (1964/65)

## Znameniti hokejisti
- Antti Heikkilä
- Lasse Heikkilä
- Jaakko Honkanen
- Veli-Pekka Ketola
- Juha Rantasila